# Christoph Ulrich Schmid

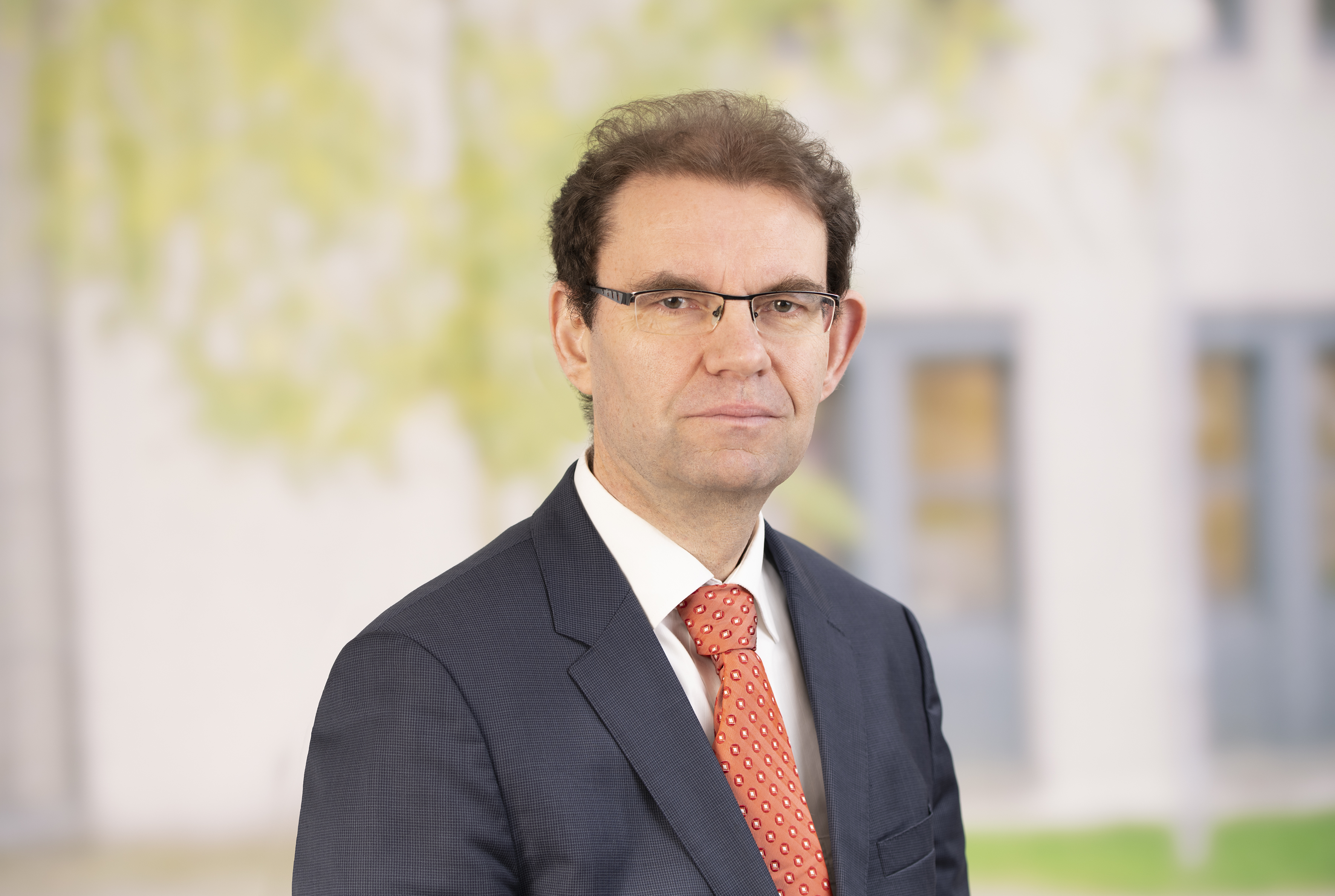
Christoph U. Schmid

Christoph Ulrich Schmid (* 1967 in Landshut) ist ein deutscher Rechtswissenschaftler, Übersetzer und satirischer Autor. Seit dem Sommer 2005 ist er als Hochschullehrer an der Universität Bremen tätig.

## Leben
Schmid studierte von 1986 bis 1992 an den Universitäten Passau, Genf und München Rechtswissenschaften und Fremdsprachen. Nach dem Ersten Staatsexamen 1992 und einem Entwicklungshilfepraktikum in Bolivien begann er 1993 ein Promotionsstudium an den Universitäten München und Berkeley bei Andreas Heldrich und Richard Buxbaum. Von 1993 bis 1995 leistete er das Rechtsreferendariat mit Stationen in Landshut, München und Brüssel ab. Nach dem Zweiten Staatsexamen in München wechselte er 1995 ans Europäische Hochschulinstitut Florenz (EHI), wo er als Marie Curie Fellow und Koordinator des European Private Law Forum bis 2005 blieb. 1996 erfolgte die Promotion in München zum Einheitlichen UN-Kaufrecht. 1997 wurde ihm der Bayerische Habilitationsförderpreis verliehen. Am EHI erwarb er 2001 unter Betreuung von Christian Joerges und Claus-Dieter Ehlermann einen Ph.D. mit einer Arbeit zum Verhältnis der nationalen, europäischen und internationalen Wirtschaftsverfassung im Streit um die Europäische Bananenmarktordnung. 2004 erfolgte die Habilitation in München bei Dagmar Coester-Waltjen mit einer Arbeit zur Instrumentalisierung des Privatrechts durch die Europäische Union. Die Lehrbefugnis wurde in den Fächern Bürgerliches Recht, deutsches, europäisches und internationales Wirtschaftsrecht, Handelsrecht, Internationales Privatrecht, Rechtsvergleichung und Rechtstheorie verliehen.
Nach Ablehnung eines Rufs an die Hamburger Hochschule für Wirtschaft und Politik nahm Schmid 2005 einen Ruf an die Universität Bremen auf eine Professur für Bürgerliches Recht, Europäisches Privat- und Wirtschaftsrecht sowie Wirtschaftsverfassungsrecht an; diese ist mit einer Direktorenstelle am Zentrum für Europäische Rechtspolitik (ZERP) verbunden. Daneben fungierte er seit 2009 als professorales Mitglied der Doktorandenschulen der Universitäten Sassari und Pisa (Italien) sowie seit 2017 als Lehrbeauftragter an der Universität Wien. 2017 lehnte er einen Ruf an die Universität Rovira i Virgili in Tarragona (Spanien) ab.
Neben dem nationalen und europäischen Privatrecht hat Schmid einen Forschungsschwerpunkt im vergleichenden und interdisziplinären Immobilien- und Wohnungsrecht. Darin führte er für nationale und europäische Institutionen zahlreiche Forschungsprojekte durch und war als Referent und Gastprofessor weltweit aktiv. 2017 berief ihn die Bundesregierung zum wissenschaftlichen Deputierten der Bundesrepublik für die Habitat III-Konferenz der Vereinten Nationen in Quito (Ecuador).
Frühere wissenschaftliche Mitarbeiter von Schmid sind die Hochschullehrer Martina R. Deckert (Kassel), Aurelia Colombi Ciacchi (Groningen), Florian Rödl (Berlin), Jason R. Dinse (Middelburg), Olaf H. Meyer (Frankfurt), Marta Dos Santos Silva (Maastricht) und Chenguo Zhang (Shanghai).

## Schriften (Auswahl)
- Das Zusammenspiel von Einheitlichem UN-Kaufrecht und nationalem Recht: Lückenfüllung und Normenkonkurrenz, Duncker & Humblot, 1996, Schriften zum Internationalen Recht, Band 77. ISBN 978-3428087020.
- Multi-Level Constitutionalism and Constitutional Conflicts. Interconnecting the National, European and International Economic Constitutions in the Banana Dispute, EHI Florenz, 2002, http://cadmus.eui.eu/handle/1814/4782.
- Die Instrumentalisierung des Privatrechts durch die Europäische Union; Privatrecht und Privatrechtskonzeptionen in der Entwicklung der Europäischen Integrationsverfassung, Nomos, 2010, ZERP-Schriftenreihe, Bd. 61.
- Zwischenbilanz, Festschrift für Dagmar Coester-Waltjen zum 70. Geburtstag (hrsg. mit K. Hilbig-Lugani / G. Mäsch / D. Jakobs / Ph. Reuß), Gieseking, 2015.
- Dieselgate – German Report, in: M. Frigessi di Rattalma (Hrsg.), Dieselgate - A Legal Perspective, Springer, 2017, 27–46.
- Tenancy Law and Housing Policy in Europe (Hrsg.), Elgar Series on Land and Housing Law and Policy, Vol. 1, Elgar Publishing, 2018.
- Evictions in Europe (hrsg. mit P. Kenna und S. Nasarre Aznar), Elgar Series on Land and Housing Law and Policy, Vol. 2, Elgar Publishing, 2018.
- Houses, Homes and the Law (hrsg. mit M. Vols), Studies in Housing Law, Vol. 3, Eleven International Publishing, 2019.
- Falsche Fronten im Mietendeckelstreit, Juristenzeitung 2020, 610–617.
- Mietrecht und Corona in Deutschland, Zeitschrift für Rechtsvergleichung 2020, 113–119.
- The Right to Housing as a Right to Adequate Housing Options – Reviewing the Reasonableness of National Housing Policies in the Field of Alternative and Intermediate Tenures, European Review of Property Law 9 (2020), 157–178.

## Forschungsprojekte (Auswahl)
- Consumer market study on the functioning of the real estate services for consumers in the European Union, Study for the European Commission, 2019, legal part (mit T. Pinkel), 26–54; https://op.europa.eu/en/publication-detail/-/publication/5237c5f2-ec56-11e9-9c4e-01aa75ed71a1/language-en/format-PDF/source-155506098
- Tenancy Law and Housing Policy in the EU, Konsortialprojekt unter dem 7. Rahmenprogramm der EU, 2011-16; https://www.uni-bremen.de/jura/tenlaw-tenancy-law-and-housing-policy-in-multi-level-europe
- Cross Border Acquisitions of Residential Property in the EU: Problems Encountered by Citizens (mit P. Sparkes et al.), Studie für das Europäische Parlament, 2016, 213; https://publications.europa.eu/en/publication-detail/-/publication/1fdaa7a2-ffa8-11e5-b713-01aa75ed71a1/language-en.
- Mietrecht und energetische Sanierung im europäischen Vergleich, Studie für das Bundesinstitut für Bau-, Stadt- und Raumforschung (mit A. v. Bodelschwingh et al.), 2016, http://www.bbsr.bund.de/BBSR/DE/Veroeffentlichungen/Sonderveroeffentlichungen/2016/mietrecht-energetische-sanierung-eu-dl.pdf?blob=publicationFile&v=2
- Conveyancing Services Market, COMP/2006/D3/003, Study for DG Competition, European Commission (hrsg. mit S. Sebastian / G. Lee / M. Fink / I. Paterson), 2007/8, EU-Study-complete_final_100108 (europa.eu).
- Conveyancing Services Market, Country Summaries, separate annex to Study DG Competition COMP/2006/D3/003, European Commission, 2007/8 EU-Study-Country-Fiches (europa.eu)

## Übersetzungen
- Fritz W. Scharpf, Regieren in Europa. Effektiv und demokratisch?, Campus Verlag, Bern, 2001.
- Massimo La Torre, Toleranz als nicht-relatives Rechtsausübungsprinzip. Eine diskursive Annäherung, Archiv- für Rechts- und Sozialphilosophie 2000, 351.
- Riccardo Prandini, Gesellschaftlicher Konstitutionalismus: Wie die Weltgesellschaft auf die Emergenz neuer globaler Mächte reagiert, in: L. Viellechner (Hrsg.), Verfassung ohne Staat, 2018, 235.

## Medienbeiträge
- Präsentation des TENLAW-Projekts (Pressestelle der Universität Bremen, 15. November 2016), Mietrechte im europäischen Vergleich: Von fast rechtlosen Bewohnern bis zu Quasi-Eigentümern (idw-online.de)
- Mietpreisbremsen scheitern auch anderswo, Gastbeitrag im Weserkurier vom 2. Juni 2017
- Principles of Social Contract Law and Residential Tenancy Law, Blogbeitrag, Institut für Finanzdienstleistungen, 2018;
- Pro und Contra zum Berliner Mietendeckel (mit Jürgen Kühling), Immobilienmanager 8/2020, Darf ein Bundesland einen Mietendeckel erlassen? (immobilienmanager.de)
- Die Mietendeckel sind nicht vom Tisch, Pro: Länder dürfen Mieten einfrieren, Immobilien Zeitung v. 30. September 2020, S. 2.

## Belletristik
- Das Corona-Dekameron - Anekdoten zur Senkung der Staatsmoral, Books on Demand, 2020